# Becky James
Rebecca Angharad "Becky" James (Abergavenny, 29 de novembro de 1991) é uma ex-ciclista britânica que competia tanto em provas de pista quanto de estrada. Ela ganhou duas medalhas de prata durante os Jogos Olímpicos de 2016, além de possuir dois títulos mundiais nas provas de velocidade e keirin.

## Carreira
James iniciou na carreira profissional em 2010, quando representou o País de Gales nos Jogos da Commonwealth e conquistou a medalha de bronze na prova de 500 m contra o relógio e a prata na velocidade individual do ciclismo de pista.
Assinou um contrato profissional com a equipe Velosure–Giordana para competir em provas de estrada a partir de 2011. Ela foi selecionada para o Programa de Desenvolvimento Olímpico da British Cycling, mas não foi selecionada para competir nos Jogos Olímpicos de Londres, em 2012.
No Campeonato Mundial de 2013, ela venceu a alemã Kristina Vogel por 2-1 na final da competição de sprint para conquistar sua primeira medalha de ouro em mundiais. No mesmo evento veio a conquistar uma segunda medalha de ouro, com a vitória no keirin.
James deveria representar o País de Gales nos Jogos da Commonwealth em Glasgow, em 2014, mas foi forçada a se retirar devido a uma lesão no joelho.

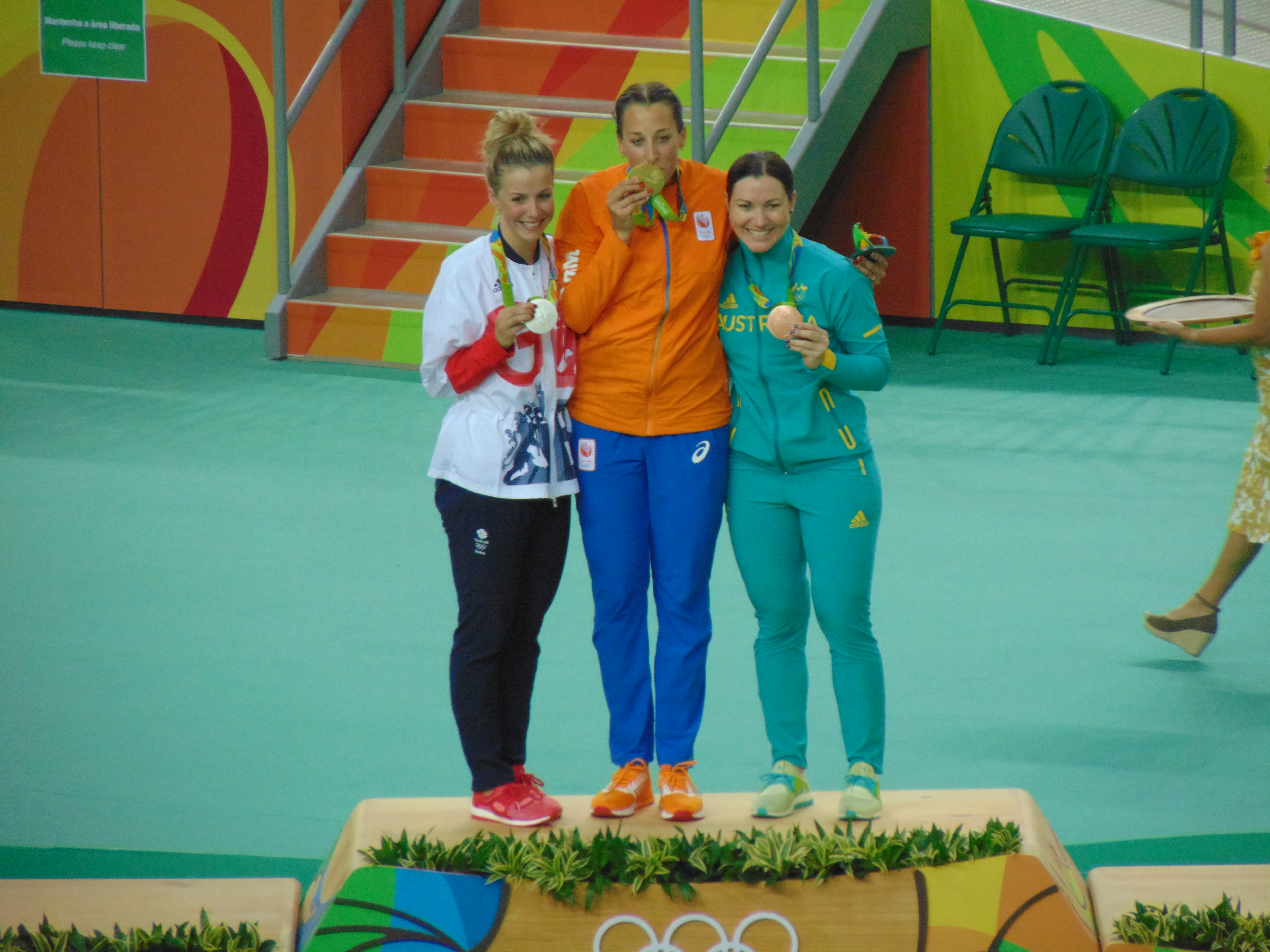
James (esquerda) no pódio olímpico após conquistar a prata no keirin em 2016

Nos Jogos Olímpicos de 2016, no Rio de Janeiro, James conquistou medalhas de prata tanto no keirin quanto na velocidade individual.
Em agosto de 2017, James anunciou sua aposentadoria do ciclismo para iniciar um negócio na área de panificação.